# Луначарский (Кормянский район)
Луначарский (бел. Луначарскі) — упразднённый посёлок в Литвиновичском сельсовете Кормянского района Гомельской области Беларуси.
В связи с радиационным загрязнением после катастрофы на Чернобыльской АЭС жители (9 семей) переселены в начале 1990-х годов в чистые места.
На севере граничит с лесом.

## География

### Расположение
В 25 км на северо-восток от Кормы, в 80 км от железнодорожной станции Рогачёв (на линии Могилёв — Жлобин), в 135 км от Гомеля.

## Транспортная сеть
Транспортные связи по просёлочной, затем автомобильной дороге Корма — Литвиновичи. Планировка состоит из улицы почти меридиональной ориентации, застроенной двусторонне, редко, деревянными крестьянскими усадьбами.

## История
О деятельности человека в этих местах с давних времён свидетельствует обнаруженное археологами городище милоградской и раннего этапа зарубинецкой культур, датируется VI века до н. э. — III века н. э. (в 0,8 км на восток от поселка, в урочище Городок, на правом берегу реки Сож). Посёлок основан в 1920-е годы переселенцами из соседних деревень на бывших помещичьих землях. В 1931 году жители вступили в колхоз. Согласно переписи 1959 года входил в состав совхоза «Руднянский» (центр — деревня Золотомино).
1 марта 2012 года посёлок упразднён.

## Население

### Численность
- 1990-е — жители (9 семей) переселены.

### Динамика
- 1959 год — 93 жителя (согласно переписи).
- 2004 год — жителей.